# Richard Kolewe
Richard Heinrich Wilhelm Kolewe (* 19. Dezember 1853; † 10. November 1943) war ein preußischer General der Infanterie.

## Leben
Kolewe nahm 1870/71 am Krieg gegen Frankreich teil. Im weiteren Verlauf seiner Militärkarriere in der Preußischen Armee war er ab dem 1. April 1909 Kommandeur der 4. Division in Bromberg. In Genehmigung seines Abschiedsgesuches wurde er am 13. Februar 1912 mit der gesetzlichen Pension zur Disposition gestellt.
Zu Beginn des Ersten Weltkriegs wurde Kolewe als z.D.-Offizier wiederverwendet und fungierte als Gouverneur der Stadt Lüttich in Belgien. Später führte er unter anderem als Kommandeur vom 7. November 1914 bis 18. Juli 1915 die 3. Reserve-Division in der Winterschlacht in Masuren an der Ostfront.